# 정소라
정소라(1991년 3월 10일~)는 대한민국의 2010년 미스코리아 진(眞)이다.

## 약력
- 신체: 171 cm, 49.2 kg, 33-24-36, AB형
- 학력: 캘리포니아 대학교 리버사이드, 고려대학교 일어일문학과
- 수상: 2012년 동물평화상
- 경력: 2010년 구구데이 홍보대사, 2010년 꽃사랑 이웃사랑 홍보대사, 2011년 제주 세계 7대 자연경관 선정 홍보대사, 2011년 국세청 대학생 홍보대사, 2011년 백혈병환우회 헌혈홍보대사
- 취미: 요리, 요가, 댄스
- 특기: 외국어 회화(영어, 일본어, 중국어), 사격

## 방송 출연

### 텔레비전 프로그램
- SBS 《강심장》 (2010년)
- SBS 《좋은 아침》 (2010년)
- 서울경제TV 《홍현종의 with 人》 (2010년)
- SBS E!TV 《철퍼덕 하우스》 (2010년)
- KBS 2TV 《스타 골든벨 1학년 1반》 (2010년)
- KBS 2TV 《스쿨 버라이어티 백점만점》 (2010년)
- SBS 《SBS 연예대상》 (2010년)
- tvN 《현장 토크쇼 택시》 (2011년)
- 아리랑 TV 《Heart to Heart》 (2011년)
- tvN 《러브송》 (2011년)
- JTBC 《미스코리아 비밀의 화원》 (2013년)
- KBS 2TV 《여유만만》 (2013년)
- JTBC 《비정상회담》 (2014년)
- KBS W 《애프터스쿨의 뷰티 바이블 2014 FW》 (2014년)

### 라디오 프로그램
- KBS 쿨FM 《조정치, 하림의 2시!》 (2013년)

### 뮤직 비디오
- 마이티 마우스 - 《나쁜 놈》(2012년)

## 기타

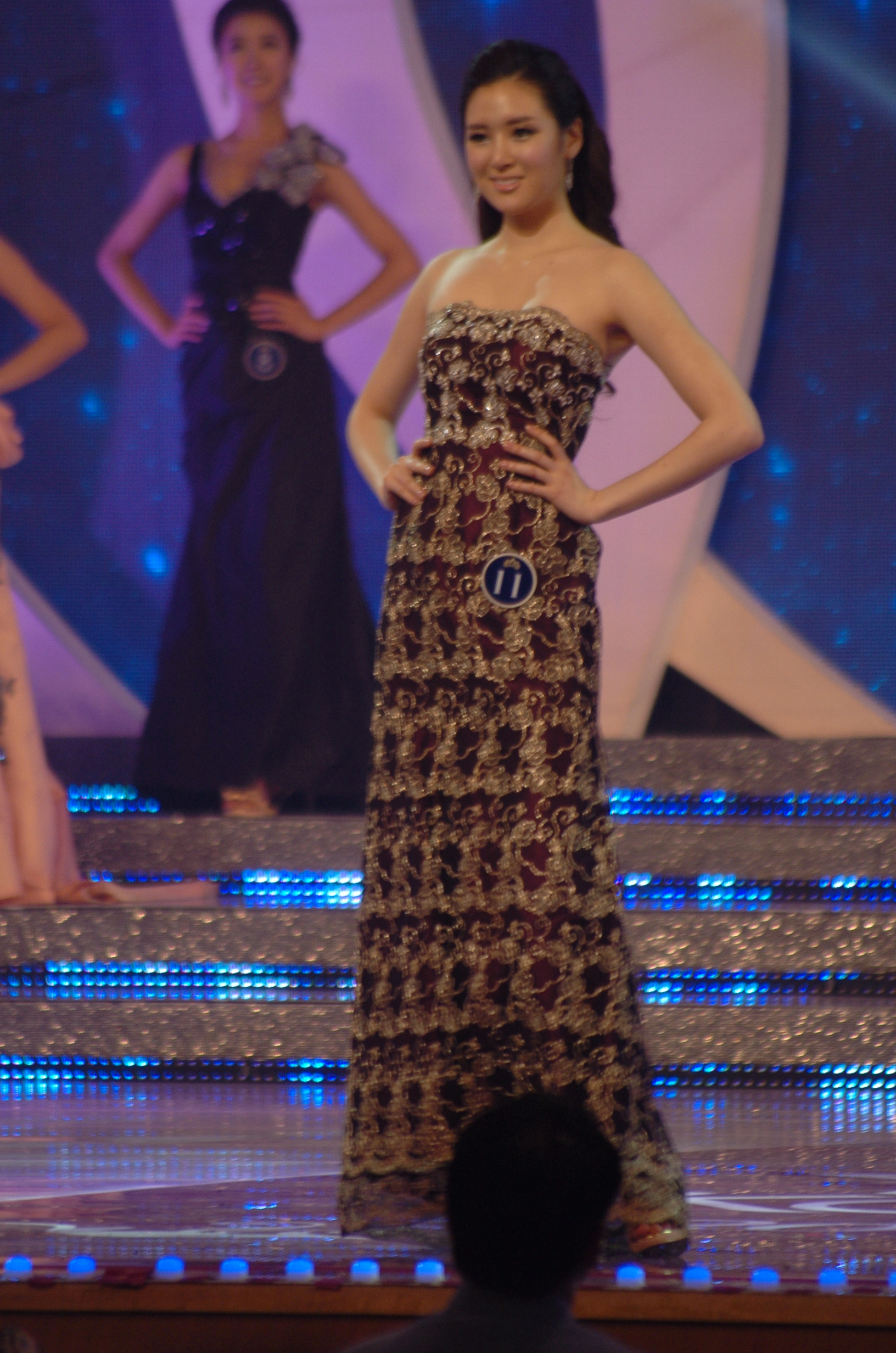
동생 정유리

미스코리아 진(眞)의 자격이자 동시에 대한민국 대표로 미스 유니버스 2011에 참가했으나 탑 16에 진입에는 실패했다. 동생 정유리는 2012년 미스코리아 서울 선발대회에 출전, 미스코리아 서울 미(美)에 당선되어 2012년 미스코리아 본선에 진출하였다.